# عدم التحدب (اقتصاد)
يشير عدم التحدب في علم الاقتصاد إلى انتهاك فرضيات التحدب للاقتصاد الأولي. تركز كتب الاقتصاد الأساسية على المستهلكين مع افتراض منحنيات تفضيلات محدبة ومجموعات ميزانية محدبة، وتركز أيضًا على المنتجين الذين لديهم مجموعات إنتاج محدبة.

## حالة الطلب مع وجود عدة مستهلكين
إذا كانت مجموعة التفضيلات غير محدبة عندئذٍ تحدد بعض الأسعار خط الميزانية الذي يدعم سلتين مثاليتين مختلفتين. على سبيل المثال: يمكننا أن نتخيل أنه في حدائق الحيوان يكلف الأسد نفس تكلفة النسر ولا تكفي ميزانية حديقة الحيوانات إلا لنسر واحد أو أسد واحد فقط. يمكننا أيضًا أن نفترض أن مالك حديقة الحيوانات يرى قيمة الحيوانين متساوية. ستشتري في هذه الحالة حديقة الحيوان إما أسد واحد أو نسر واحد. بالطبع لا يريد مالك حديقة الحيوان شراء نصف نسر ونصف أسد. ومن ثمّ فإن تفضيلات مالك الحديقة هي تفضيلات غير محدبة.
عندما تكون مجموعة تفضيلات المستهلك غير محدبة، فإن طلب المستهلك لبعض الأسعار لا يقع في فضاء متصل، يشمل الطلب غير المتصل سلوك غير مستمر من قبل المستهلك.

## حالة العرض مع وجود عدد قليل من المنتجين
يعتبر عدم التحدب مهمًا في مجال احتكار القلّة. أدّت المخاوف من المنتجين الكبار الذين يستغلون قوة السوق إلى تأليف كتب حول المجموعات غير المحدبة، كتب بييرو سرافا عن الشركات ذات العوائد المتزايدة في عام 1926، وكتب هارولد هوتلينغ عن تسعير التكلفة الحدية في عام 1938. سلّط كل من سرافا وهوتلينغ الضوء على قوة السوق بالنسبة للمنتجين بدون منافسين، مما حفز تأليف كتب تحدثت عن جانب العرض في الاقتصاد.

## الاقتصاد المعاصر
درست الأبحاث الحديثة في علم الاقتصاد عدم التحدب في مجالات الاقتصاد الجديدة. يرتبط عدم التحدب بفشل السوق، حيث لا يحتاج التوازن إلى الكفاءة أو حيث لا يوجد توازن تنافسي بسبب اختلاف العرض والطلب. تنشأ مجموعات غير محدبة أيضًا مع السلع البيئية (وغيرها من العوامل الخارجية) ومع تقلبات السوق وفي الاقتصاد العام. يوجد عدم التحدب أيضًا في اقتصاد المعلومات، وفي أسواق الأسهم (وغيرها من الأسواق غير المكتملة). استمرت هذه التطبيقات في تحفيز علماء الاقتصاد على دراسة المجموعات غير المحدبة. قد تسيطر منحنيات التسعير أو المساومة غير الخطية في بعض الحالات على تقلبات الأسواق ذات التسعير التنافسي.